# Rumænien
Rumænien (rumænsk: România i[romɨˈni.a]) er en suveræn stat i det sydøstlige Europa. Landet grænser op til Sortehavet, Bulgarien, Ukraine, Ungarn, Serbien og Moldova. Landet har et areal på 238.391 km² (landareal 229.891 km²) og et tempereret-fastlandsklima. Arealmæssigt er Rumænien det niendestørste medlem af EU. Hovedstaden og den største by, Bukarest, er med sine 1.883.425 (20. oktober 2011) indbyggere den sjettestørste by i EU.
Floden Donau, Europas næstlængste flod, strækker sig fra Tyskland i sydøstlig retning 2.857 km, hvor den løber gennem ti lande før den tømmes i Rumæniens Donaudelta. Karpaterbjergkæden, som krydser Rumænien fra nord til sydvest, markeres ved et af de højeste punkter, Moldoveanu, der er 2.544 meter.
Det moderne Rumænien voksede ud af territorierne i den antikke romerske provins Dacia, og blev dannet i 1859 gennem en personalunion, ofte kaldet De Forenede Fyrstendømmer, mellem de to Donaufyrstendømmer Moldavien og Valakiet. Den nye stat, der officielt blev døbt Rumænien i 1866, blev uafhængig fra det Osmanniske Rige i 1877. Ved enden på første verdenskrig forenedes Transsylvanien, Bukovina og Bessarabien med det suveræne kongerige Rumænien. Under anden verdenskrig var Rumænien allieret med Nazityskland mod Sovjetunionen, og kæmpede på Aksemagternes side frem til 1944, da landet i stedet gik over til De Allierede og efterfølgende blev besat af den Røde Hær. Rumænien mistede under krigen flere territorier, hvoraf Nordtranssylvanien blev returneret til landet efter krigens afslutning. Efter krigen blev Rumænien omdannet til den Socialistiske Republik Rumænien og blev medlem af Warszawapagten. Efter den rumænske revolution i 1989 begyndte landet en overgang til demokrati og kapitalistisk markedsøkonomi.
Efter en hastig økonomisk vækst i årene 2001-2008 og i 2017 har Rumænien i dag en økonomi, der hovedsageligt er baseret på tjenesteydelser, og er en producent og nettoeksportør af maskiner og elektrisk energi via firmaer såsom Automobile Dacia og OMV Petrom. Landet har været medlem af NATO siden 2004, og en del af EU siden 2007, herunder Schengen-området fra 2024. Et stort flertal af befolkningen identificerer sig som østligt-ortodokse kristne og taler rumænsk, et af de romanske sprog, der nedstammer fra det vulgærlatin, der blev benyttet af Romerrigets soldater.

## Etymologi
Navnet Rumænien stammer fra det latinske ord romanus, der betyder "borger af Rom". Den første kendte brug af benævnelsen blev set i det 16. århundrede, hvor det blev anvendt af italienske humanister, der rejste i Transsylvanien, Moldavien og Valakiet.
Det ældste kendte overlevende dokument skrevet på rumænsk, et brev fra 1521 kendt som "Neacșu fra Câmpulungs brev", er også kendt for at inkludere det første dokumenterede tilfælde af landets navn: Valakiet omtales som Țeara Rumânească (gammel stavemåde for "Det Rumænske Land"; țeara fra Latin terra, "land"; nuværende stavemåde: Țara Românească).
De to staveformer: român og rumân blev anvendt i flæng  indtil sociolingvistiske udviklinger i det sene 17. århundrede førte til semantisk differentiering af de to former: rumân kom til at betyde "træl" (bogstaveligt talt "bondemand" ), mens român beholdt den oprindelige etnolingvistiske betydning. Efter afskaffelsen af livegenskabet i 1746 begyndte ordet rumân at glide ud af sproget, og stavningen blev stabiliseret i form af român. Tudor Vladimirescu, en revolutionær leder i det 19. århundrede, anvendte ordet Rumânia til at henvise eksklusivt til fyrstendømmet Valakiet."
Navnet Rumænien, som henvisning til det fælles hjemland for alle rumænere, blev i sin moderne betydning for første gang dokumenteret i starten af det 19. århundrede. Det er blevet anvendt officielt siden 11. december 1861.

### Officielle navne
- 1859–1862: Forenede Fyrstendømmer
- 1862–1866: Rumænske Forenede Fyrstendømmer eller Rumænien
- 1866–1881: Rumænien
- 1881–1947: Kongeriget Rumænien eller Rumænien
- 1947–1965: Rumænske Folkerepublik eller Rumænien
- 1965–December 1989: Socialistiske Republik Rumænien eller Rumænien
- December 1989–: Rumænien

## Historie

### Tidlig historie
Der er fundet jordiske rester af mennesker i Peștera cu Oase ("Hulen med knogler"), som har kunnet dateres til at være omkring 40.000 år gamle, hvilket dermed repræsenterer nogle af de ældste Homo sapiens i Europa. Cucuteni-området i det nordøstlige Rumænien var i den yngre stenalder den vestlige region af en af de tidligste kendte europæiske civilisationer, kendt som Cucuteni-kulturen.
Før den romerske erobring af Dakien blev territorierne mellem floderne Donau og Dniester beboet af diverse thrakiske folk, heriblandt dakierne og geterne. Herodot bemærker i sit værk Historier den religiøse forskel mellem geterne og andre thrakiere, men ifølge Strabo talte dakierne og geterne samme sprog. Dio Cassius pointerede de kulturelle ligheder mellem de to folk. Dette har resulteret i en akademisk uenighed omkring hvorvidt dakierne og geterne i realiteten var det samme folk.
I 101-102 samt 105-106 e.Kr. førte romerske invasioner til at halvdelen af kongeriget Dakien blev en provins i Romerriget kaldet "Dacia Felix". Det romerske overherredømme varede i 165 år. I denne periode var provinsen fuldt integreret i Romerriget, og en betragtelig del af befolkningen var nytilkomne kolonister fra andre romerske provinser, og introducerede Latin til området. Ifølge fortalere for den såkaldte "kontinuitetsteori" førte den intense romanisering til det protorumænske sprog. Provinsen var rig på malmforekomster (især guld og sølv i områder såsom Alburnus Maior). De romerske tropper trak sig ud af Dacia omkring 271 e.Kr., og efterlod området til goterne. Territoriet blev senere invaderet af flere migrerende folkeslag.
Burebista, Decebalus og Trajan betragtes indenfor rumænsk historiografi som rumænernes stamfædre.

### Middelalderen
I Middelalderen levede rumænerne i tre rumænske fyrstendømmer: Valakiet (rumænsk: Țara Românească – "Det Rumænske Land"), Moldavien (rumænsk: Moldova) og Transsylvanien. I Gesta Hungarorum nævnes at der eksisterede uafhængige rumænske voivodskaber i Transsylvanien helt tilbage til det 9. århundrede, men ved det 11. århundrede var Transsylvanien blevet en mere eller mindre autonom del af kongeriget Ungarn. I de andre dele udviklede der sig mange mindre, lokale stater med forskellige grader af uafhængighed, men det var først i det 14. århundrede at de større fyrstendømmer Valakiet og Moldavien opstod under hhv. Basarab 1. og Bogdan 1. for at bekæmpe truslen fra det Osmanniske Rige.
Pr. 1541 var Moldavien, Valakiet og Transsylvanien, såvel som hele Balkanhalvøen og størstedelen af Ungarn, blevet underlagt osmannisk overherredømme, hvor de frem til midten af det 19. århundrede bevarede delvis eller fuld intern autonomi (Transsylvanien indtil 1711). I denne periode regerede flere kendte fyrster, heriblandt Stefan den store, Vasile Lupu, Alexander den gode og Dimitrie Cantemir i Moldavien; Vlad Dracula, Mircea den ældre, Matei Basarab, Neagoe Basarab og Constantin Brâncoveanu i Valakiet; og Gabriel Bethlen i Transsylvanien, såvel som János Hunyadi og Matthias Corvinus i Transsylvania, da det stadig var en del af kongeriget Ungarn. I 1600 blev alle tre fyrstendømmer regeret af den valakiske fyrste Michael den tapre (Mihai Viteazul), som senere blev betragtet som forløber for det moderne Rumænien og blev et centralt omdrejningspunkt for rumænske nationalister såvel som en katalysator for oprettelsen af en samlet rumænsk stat.

### Uafhængighed og monarki
Under perioden med østrig-ungarsk styre i Transsylvanien og osmannisk overherredømme over Valakiet og Moldavien havde de fleste rumænere meget få rettigheder i et territorium hvor de ellers udgjorde befolkningsmajoriteten. Under det valakiske oprør i 1821 og ved revolutionerne i Valakiet og i Moldavien i 1848 blev nationalistiske temaer et centralt omdrejningspunkt. De valakiske revolutionære vedtog at anvende et trefarvet flag med horisontale linjer i blå-gul-rød (med blå øverst, i henhold til betydningen "Frihed, Retfærdighed, Broderskab"), mens rumænske studerende i Paris hyldede den nye regering med det samme flag "som et symbol på forening mellem moldaviere og valakiere". Det samme flag, med de tre farver påsat vertikalt i stedet for horisontalt, blev senere vedtaget som Rumæniens flag.
Efter de fejlslagne revolutioner i 1848 var det ikke alle stormagterne, der støttede rumænernes udtrykkelige ønske om officielt at blive forenet under en samlet stat. Men efter Krimkrigen stemte valgmændene i både Moldavien og Valakiet i 1859 på den samme leder, Alexandru Ioan Cuza, som Domnitor ("herskende fyrste" på rumænsk), og de to fyrstendømmer blev en personalunion, ofte blot omtalt som de Forenede Fyrstendømmer - omend stadig formelt under det Osmanniske Rige. Efter et statskup i 1866 blev Cuza drevet i eksil og efterfulgt af fyrst Carol 1. af Rumænien fra Huset Hohenzollern-Sigmaringen. Under Den russisk-tyrkiske krig (1877-1878) kæmpede Rumænien på russisk side, som en del af landets selvstændighedskrig, og efter krigen blev Rumænien som belønning anerkendt som en uafhængig stat af både det Osmanniske Rige og stormagterne i San Stefano-traktaten og Berlin-traktaten. Det nye kongerige Rumænien undergik herefter en periode med stabilitet og fremskridt frem til 1914, og fik undervejs erobret Syd-Dobruja fra Bulgarien efter den Anden Balkankrig.

### Verdenskrigene og Storrumænien
Rumænien forblev neutralt i de første to år af 1. verdenskrig. Efter den hemmelige Bukarest-traktat, der dikterede at Rumænien ville modtage territorier med rumænsk majoritet fra Østrig-Ungarn, blev Rumænien en del af Ententen og erklærede Østrig-Ungarn krig 27. august 1916. Efter en del succes ved begyndelsen af den rumænske militærkampagne vendte krigslykken hurtigt, da Centralmagterne besatte to-tredjedele af landet indenfor nogle få måneder før de i 1917 nåede et dødvande. Oktoberrevolutionen og den russiske udtræden af krigen efterlod Rumænien alene og omringet, og samme december blev der forhandlet en våbenhvile i Focșani. Rumænien blev besat, og tvunget til at underskrive en barsk fredstraktat i maj 1918. Det samlede militære og civile tabstal mellem 1916 og 1918 løb for Rumænien, med dets nutidige grænser, op i 748.000. Efter krigen blev overdragelsen af Bukovina fra Østrig anerkendt af Saint-Germain-traktaten i 1919, overdragelsen af Banat og Transsylvanien fra Ungarn af Trianon-traktaten i 1920, og overdragelsen af Bessarabien fra Rusland af Paris-traktaen i 1920. Alle territorier, der var blevet overdraget til Centralmagterne iht. våbenhvilen blev annulleret og returneret.[kilde mangler]
I den efterfølgende mellemkrigstid omtales landet ofte som Storrumænien, da landet på daværende tidspunkt havde sit største territorium nogensinde og strakte sig over næsten 300.000 km². Radikale landbrugsreformer og vedtagelsen af en ny forfatning skabte en demokratisk ramme og muliggjorde hurtig økonomisk vækst. Rumænien var med sin olieproduktion på 7,2 millioner tons i 1937 Europas næststørste og verdens syvendestørste olieproducent. og var herudover Europas næststørste fødevareproducent. De tidlige 1930'ere var dog kendetegnet ved social uro, høj arbejdsløshed og strejker, og landet nåede at have mere end 25 separate regeringer i årtiet. Ved flere lejligheder var de demokratiske partier trængt mellem den fascistiske Jerngarde og Kong Carol 2.'s autoritære tendenser.[kilde mangler]
Under 2. verdenskrig forsøgte Rumænien igen at forblive neutralt, men d. 28. juni 1940 modtog landet et sovjetisk ultimatum med en implicit trussel om invasion såfremt man nægtede. Den tidligere indgåede Molotov-Ribbentrop-pagt mellem Nazityskland og Sovjetunionen i august 1939 satte Rumænien under et alvorligt pres, og som resultat blev hæren tvunget til at trække sig tilbage fra Bessarabien og det nordlige Bukovina for at undgå krig med Sovjetunionen. Kongen blev tvunget til at abdicere og udpegede general Ion Antonescu som ny premierminister med fuldmagt til at herske via kongelig anordning. Med Antonescu ved magten blev Rumænien en del af Aksemagternes militærkampagne, det sydlige Dobruja blev overdraget til Bulgarien, mens Ungarn modtog Nordtranssylvanien efter Aksemagters afgørelse.
Antonescus fascistiske regime spillede en stor rolle i Holocaust i Rumænien, og kopierede nazisternes politik om undertrykkelse og folkedrab på jøder og romaer, hovedsageligt i de østlige territorier, der nu var blevet genindtaget fra Sovjetunionen. Samlet set blev mellem 280.000 og 380.000 jøder og mindst 11.000 romaer i Rumænien (inklusive Bessarabien, Bukovina og Transnistrien-guvernementet) dræbt under krigen
Under Antonescu-regimet bidrog Rumænien med en enorm indsats til Operation Barbarossa, og den rumænske hær på over 1,2 millioner mænd var i sommeren 1941 i antal kun overgået af Nazityskland.
Rumænien var Nazitysklands primære kilde til olie, og blev derfor mål for intense bombetogter fra de Allierede. En voksende utilfredshed blandt befolkningen førte i august 1944 til kong Michaels kup, hvor et statskup under ledelse af konge Michael 1. væltede Antonescu, hvorefter landet skiftede side og blev en del af De Allierede. Det er blevet vurderet at kuppet potentielt forkortede krigen med op til seks måneder. Selvom den rumænske hær havde mistet 170.000 mænd efter at have skiftet side, blev Rumæniens rolle i forhold til besejringen af Aksemagterne ikke anerkendt af Fredsaftalerne i Paris i 1947, da Sovjetunionen annekterede Bessarabien og andre territorier omtrent svarende til nutidens Moldova, mens Bulgarien beholdt Syd-Dobruja, omend Rumænien fik Nordtranssylvanien tilbage fra Ungarn.

### Kommunismens indtog og omdannelse til socialistisk republik
Under den sovjetiske besættelse af Rumænien udskrev den kommunist-dominerede regering et parlamentsvalg i 1946, som kommunistpartiet gennem udbredt valgsvindel vandt med 70 % flertal. Kommunisterne etablerede sig hurtigt herefter til landets førende politiske magt. Gheorghe Gheorghiu-Dej, en kommunistisk partileder, der oprindeligt var blevet fængslet i 1933 og siden flygtet i 1944, blev Rumæniens første kommunistiske leder. I 1947 tvang han og andre kong Michael 1. til at abdicere og forlade landet, og udråbte herefter Rumænien til en folkerepublik. Rumænien forblev under Sovjetunionens direkte militære besættelse og økonomiske kontrol frem til slutningen af 1950'erne. I denne periode blev Rumæniens mange naturressourcer drænet af en blanding af sovjetisk-rumænske virksomheder (SovRom-virksomheder), der var blevet oprettet til formålet.
I 1948 påbegyndte staten en nationalisering af private virksomheder og kollektivisering af landbruget. Frem til starten af 1960'erne undertrykkede regeringen via det hemmelige rumænske politi Securitate enhver form for politisk modstand, og igangsatte flere udrensningskampagner mod "fjender af staten" og "parasitiske elementer", som blev straffet via deportation, intern eksil og internering i tvangsarbejdslejre og fængsler, ofte på livstid, såvel som udenomsretslige drab. På trods af disse tiltag var den rumænske antikommunistiske modstandsbevægelse en af de længstvarende modstandsbevægelser i Østblokken. En kommission vurderede i 2006 antallet af direkte ofreSkabelon:Vague for den kommunistiske undertrykkelse til at ligge på to millioner mennesker.
I 1965 kom Nicolae Ceaușescu til magten og begyndte at føre en udenrigspolitik, der var mere uafhængig af Sovjetunionen. Rumænien var således det eneste Warszawapagtland, der nægtede at deltage i den sovjetledede invasion af Tjekkoslovakiet (Ceaușescu fordømte sågar invasionen som "en stor fejltagelse, [og] en alvorlig fare for freden i Europa og kommunismens skæbne i verden"); der var herudover den eneste kommunistiske stat, der vedligeholdt diplomatiske relationer med Israel efter seksdageskrigen i 1967; og etablerede diplomatiske forbindelser med Vesttyskland samme år. På samme tid tillod landets tætte bånd med de arabiske lande og PLO Rumænien at spille en central rolle i fredsforhandlingerne mellem Israel og Egypten samt mellem Israel ogPLO.
Efterhånden som Rumæniens gæld voksede voldsomt mellem 1977 og 1981 (fra US$3 milliarder til $10 milliarder), begyndte internationale finansorganisationer såsom IMF og Verdensbanken at få en gradvis indflydelse, der kom i karambolage med Ceaușescus autokratiske styre. Verdensbanken indførte til sidst en politik om total refusion af udlandsgæld, hvorefter den indførte stramninger overfor Rumænien, der ruinerede både befolkningen og økonomien. Det lykkedes gennem denne proces Rumænien at tilbagebetale al udlandsgæld i 1989. På samme tid udvidede Ceaușescu det hemmelige Securitate-politis autoritet voldsomt og indførte en personkult omkring sig selv, hvilket førte til et dramatisk dyk i hans popularitet og kulminerede i den rumænske revolution, hvor Ceaușescu og hans vicepremierminister, og kone, Elena blev afsat og efterfølgende dømt, blandt andet for folkemord via udsultning, og henrettet i december 1989.

### Overgang til demokrati
Efter revolutionen i 1989 indførte den Nationale redningsfront, anført af Ion Iliescu, delvist demokratisk flerpartisystem og en friere markedsøkonomi. I april 1990 blev der afholdt en sit-in protest, der protesterede mod valgresultaterne og beskyldte Redningsfronten, og Iliescu, for at være tidligere kommunister og medlemmer af Securitate — denne protest voksede hurtigt til det, der blev døbt Golaniad. De fredelige demonstrationer udviklede sig til voldelige, hvilket fik Iliescu til at tilkalde kulminearbejdere, der greb ind. Episoden blev dokumenteret af både lokale og udenlandske medier, og huskes som Mineriaden i juni 1990.
Redningsfronten gik efterfølgende i opløsning, og splittedes i flere politiske partier, heriblandt det Socialdemokratiske parti og det Demokratiske parti. Førstnævnte regerede i Rumænien fra 1990 til 1996 gennem flere koalitioner og regeringer med Ion Iliescu som statsoverhoved. Siden da har der været flere andre demokratiske regeringer: i 1996 blev Emil Constantinescu valgt til præsident, i 2000 genvandt Iliescu magten, mens Traian Băsescu blev valgt i 2004 og genvalgt i 2009. I november 2014 blev Sibius borgmester Klaus Iohannis valgt som præsident, da han uventet besejrede premierminister Victor Ponta, som ellers havde været foran i meningsmålingerne. Denne overraskende sejr blev af mange tilskrevet rumænere i udlandet, hvoraf næsten 50% stemte på Iohannis i første valgrunde, sammenlignet med 16 % på Ponta.
Den tidligere præsident Traian Basescu (2004–2014) blev to gange trukket i rigsretten af Rumæniens parlament, i 2007 og 2012, sidstnævnte på baggrund af gadeprotester tidligere på året. Begge gange blev afholdt folkeafstemning. Ved den anden folkeafstemning stemte mere end 7 millioner vælgere (88 % af de deltagende) for at vælte Basescu, hvilket var langt flere end de 5,2 millioner vælgere der oprindeligt støttede ham i det rumænske præsidentvalg 2009. Rumæniens forfatningsdomstol dømte dog, i en splittet afgørelse, at folkeafstemningens resultat var ugyldigt, da den mente at valgdeltagelsen (46,24 % ifølge officielle statistikker) var for lav.
Perioden siden 1989 har også været præget af det faktum at de fleste af de tidligere industrielle og økonomiske virksomheder, der blev bygget og drevet under det kommunistiske styre er blevet lukket, hovedsageligt som resultat af privatisering. Ifølge Valentin Mândrăşescu, en rumænsk-sproget redaktør på Voice of Russia, blev det nationale olieselskab Petrom solgt til udlændinge for et beløb der lå voldsomt under hvad det var vurderet til.
Regeringerne siden 1989 er også blevet kritiseret for at tillade udenlandske firmaer at udnytte landets depoter af mineraler, sjældne metaller og guld i Rosia Montana,[kilde mangler] såvel som for at tillade den multinationale amerikanske energigigant Chevron at bore efter skifergas via fracking, som beskyldes for at forurene de ramte områders ferskvandsreserver. I 2012-2014 var der flere store befolkningsprotester mod begge disse tiltag.[kilde mangler]

### Integration i NATO og EU
Efter den Kolde Krig udviklede Rumænien tætte bånd til Vesteuropa og USA, blev medlem af NATO i 2004 og var vært for 2008-topmødet i Bukarest.
Landet anmodede allerede i juni 1993 om medlemskab af den Europæiske Union, blev i 1995 et associeret medlem, i 2004 et tiltrædende land og endelig, 1. januar 2007, et fuldgyldigt medlem af Unionen samtidig med sin nabo Bulgarien.
I 2000'erne havde Rumænien en af Europas højeste vækstrater, og landet blev somme tider omtalt som "Østeuropas tiger". Denne vækst blev fulgt af en anseelig forbedring i levestandard, da det lykkedes landet at reducere intern fattigdom og etablere en funktionel demokratisk stat. Rumæniens udvikling blev dog alvorligt ramt af Finanskrisens udbrud i 2008, hvilket førte til en voldsom nedgang i BNP samt et budgetmæssigt underskud i 2009. Rumænien var efterfølgende nødsaget til at låne penge fra IMF. De forværrende økonomiske tilstande førte til en en forfatningsmæssig og politisk krise i 2012 mellem præsident Traian Băsescu og premierminister Victor Ponta.
Rumænien står pr. 2011 fortsat overfor udfordringer i forhold til infrastruktur, sundhed, uddannelse, og korruption. Ved udgangen af 2013 rapporterede The Economist om at Rumænien igen oplevede en 'boomende' økonomisk vækst på 4,1 % det år, mens lønninger steg og arbejdsløsheden var lavere end i Storbritannien. Den økonomiske vækst accelererede under regeringens liberalisering og åbning af nye sektorer for konkurrence og investering — især energi- og telesektorerne.
Efter oplevelsen af økonomisk ustabilitet i 1990'erne og implementeringen af en aftale om fri rejse med EU, emigrerede et stort antal rumænere til Nordamerika og Vesteuropa, især til Italien og Spanien. I 2008 blev det vurderet at over to millioner rumænere levede uden for landets grænser. Emigrationen har forårsaget sociale forandringer i Rumænien, hvor forældre ofte ville rejse til Vesteuropa for at undslippe fattigdom og kunne give deres børn, som de efterlod i Rumænien, en bedre levestandard. Nogle af disse børn ville således i mellemtiden blive passet af bedsteforældre eller familie, mens andre boede alene og kommunikerede med forældrene via Skype, hvis forældrene mente de var i stand til det. Denne nye generation af rumænere blev ofte omtalt som "euro-orphans" ("euro-forældreløse").

## Politik
Rumæniens forfatning er baseret på den franske forfatning, blev godkendt ved en folkeafstemning 8. december 1991, og senere ændret i oktober 2003 for at tilpasse den til EU-lovgivningen. Landet regeres på grundlag af et demokratisk flerpartisystem og magtens tredeling. Rumænien er en semipræsidentiel republik, hvor den udøvende magt tilfalder både regeringen og præsidenten. Sidstnævnte vælges ved folkeafstemning til maksimum to perioder á fem år hver, samt står for at udpege premierministeren. Premierministeren udpeger herefter ministerkabinettet. Den lovgivende magt, kollektivt kendt som parlamentet (placeret i Parlamentspaladset), består af to kamre (Senatet og Deputeretkammeret) hvis medlemmer vælges hvert fjerde år ved simpelt flertal.
Retssystemet er uafhængigt af de andre myndigheder, og består af et hierarkisk system af domstole, der kulminerer i Højesteretten for Kassation og Retfærdighed, der fungerer som Rumæniens højesteret. Herudover findes også appeldomstole, amtsdomstole og lokale domstole. Det rumænske retssystem er stærkt inspireret af den franske model, i betragtning af at det er baseret på civilret og er inkvisitorisk af natur. Forfatningsretten (Curtea Constituțională) er ansvarlig for at vurdere hvorvidt love og anden statsregulering overholder forfatning, der er landets grundlov og kun kan ændres ved folkeafstemning. Indmeldelsen i EU i 2007 har haft en stærk indflydelse på Rumæniens indenrigspolitik, og har ført til reformer af retsvæsnet, øget juridisk samarbejde med andre medlemsstater og tiltag mod korruption.

### Udenrigspolitik
Rumænien har været med i IMF og Verdensbanken siden 1972. Siden december 1989 har Rumænien søgt at styrke sine bånd til Vesten. Landet er et af de grundlæggende medlemmer af WHO, blev medlem af NATO 29. marts 2004 og EU 1. januar 2007.
Pr. 2008 var regeringens erklærede politik at styrke båndene med andre lande (i særdeleshed Moldova, Ukraine og Georgien) samt hjælpe disse med integrationsprocessen med resten af Vesten. Rumænien har også siden slut-1990'erne gjort det klart at landet støtter NATO- og EU-medlemskaber til de demokratiske tidligere sovjetrepublikker i Østeuropa og Kaukasus. Rumænien har også offentligt støttet Tyrkiet og Kroatiens medlemskab af EU. På grund af sin store ungarske minoritet har Rumænien stærke bånd til Ungarn. Rumænien ønskede, efter sit EU-medlemskab 1. januar 2007, at tilslutte sig Schengensamarbejdet, hvilket i juni 2011 blev godkendt af EU-Parlamentet, men efterfølgende afvist af EU-Rådet i september 2011.
I december 2005 underskrev præsident Traian Băsescu og den amerikanske udenrigsminister Condoleezza Rice en aftale, der tillod amerikansk militær tilstedeværelse på flere rumænske faciliteter, hovedsageligt i landets østlige del. I maj 2009 erklærede den daværende udenrigsminister Hillary Clinton at "Rumænien er en af USA's mest troværdige og respektable partnere."
Forholdet til Moldova er unikt i og med at de to lande taler samme sprog og har en fælles historie. Efter begge lande i starten af 1990'erne frigjorde sig fra kommunistisk overherredømme voksede en bevægelse frem, der arbejdede for en forening af de to lande, omend denne bevægelse sygnede hen i midt-1990'erne efter en ny moldovisk regering vedtog at arbejde for bevarelsen af en moldovisk republik uafhængig af Rumænien. Rumænien er dog fortsat interesseret i moldoviske affærer, og forholdet mellem de to lande blev væsentligt forbedret efter moldiviske protester i 2009 førte til at kommunistpartiet mistede magten i landet.

### Militær
Rumæniens væbnede styrker består af Land-, Luft- og Flådestyrker, og ledes af en øverstkommanderende under opsyn af forsvarsministeriet, og af præsidenten, som øverstkommanderende, i krigstid. De væbnede styrker består af omkring 15.000 civile og 75.000 militært personale — 45.800 på land, 13.250 i luften, 6.800 i flåden og 8.800 indenfor andre felter. Det samlede forsvarsbudget udgjorde Pr.  2007 2,05 % af den samlede nationale BNP, svarende til omkring US$2.9 milliarder, og mellem 2006 og 2011 blev brugt i alt $11 milliarder på modernisering og indkøb af nyt udstyr.
Luftvåbnet anvender pr. 2013 moderniserede sovjetiske MiG-21-Lancer-jagerfly, som skal erstattes af tolv nyindkøbte F-16-fly. Luftvåbnet har i 2010 indkøbt syv nye C-27J Spartan, mens flåden i 2006 anskaffede sig to moderniserede Type 22-frigatter fra den britiske Royal Navy.
Rumænien har bidraget med tropper til de internationale koalitioner i Afghanistan siden 2002, med et maksimum på 1.600 indsatte tropper i 2010. Landets kampmission i landet blev afsluttet i 2014. Rumænske tropper deltog i besættelsen af Irak og nåede 730 samtidigt indsatte tropper før dette tal gik ned til 350 soldater. Rumænien afbrød sin mission i Irak og trak sine sidste tropper tilbage d. 24. juli 2009, som et af de sidste lande. Regele Ferdinand-frigatten deltog i interventionen i Libyen i 2011.
I december 2011 valgte det rumænske senat at ratificere en rumænsk-amerikansk aftale, underskrevet i september samme år, der tillod etableringen og driften af amerikanske land-baserede ballistiske missilforsvar i Rumænien som en del af NATOs bestræbelser på at bygge et kontinentalt missilskjold.

### Administrativ opdeling
Rumænien er opdelt i 41 distrikter (județe, udtales judets) og Bukarest. Hvert distrikt administreres af et distriktsråd, der er ansvarligt for lokale anliggender, såvel som en præfekt, der er ansvarlig for administrationen af nationale anliggender på distriktsniveau. Præfekten udpeges af centralregeringen, men kan ikke være medlem af et politisk parti. Hvert distrikt er yderligere underinddelt i byer og kommuner, som hver har deres egen borgmester og lokalråd. Der er der i alt 319 byer og 2686 kommuner (comună) i Rumænien. 103 af de større byer har særlig status (municipii), der giver dem større administrativ magt over lokale anliggender. Bukarest er et særtilfælde, da byen har rettigheder på linje med et distrikt - Bukarest selv er dog underinddelt i sektorer og har en præfekt, en generalborgmester (primar) og et generalbyråd.
NUTS-3 (Nomenclature of Territorial Units for Statistics)-niveauopdelingen af EU reflekterer Rumæniens administrativt-territorielle struktur og svarer til de 41 distrikter plus Bukarest. Byerne og kommunerne svarer til NUTS-5-niveauopdelingen, men der findes ikke nogle nuværende NUTS-4-niveauopdelinger. Der findes herudover opdelinger tilsvarende NUTS-1 (fire makroregioner) og NUTS-2 (otte udviklingsregioner) men disse har ingen administrative kapaciteter, og bruges i stedet til at koordinere regionale udviklingsprojekter og til statistiske formål.

#### Udviklingsregioner
| Udviklingsregion              | Areal (km2) | Befolkning (2011) | Mest befolkningsrige bycentrum* |
| ----------------------------- | ----------- | ----------------- | ------------------------------- |
| Nord-Vest                     | 34.159      | 2.600.132         | Cluj-Napoca (411.379)           |
| Centru                        | 34.082      | 2.360.805         | Brașov (369.896)                |
| Nord-Est                      | 36.850      | 3.302.217         | Iași (382.484)                  |
| Sud-Est                       | 35.762      | 2.545.923         | Constanța (425.916)             |
| Sud - Muntenia                | 34.489      | 3.136.446         | Ploiești (276.279)              |
| București - Ilfov             | 1.811       | 2.272.163         | Bukarest (2.272.163)            |
| Sud-Vest Oltenia              | 29.212      | 2.075.642         | Craiova (356.544)               |
| Vest                          | 32.028      | 1.828.313         | Timișoara (384.809)             |
| *Sammen med sit storbyområde. |             |                   |                                 |

#### Distrikter
Rumænien er delt op i 41 distrikter (județe). Disse er (med hovedstæder i parentes):
| - Alba (Alba Iulia) - Arad (Arad) - Argeș (Pitești) - Bacău (Bacău) - Bihor (Oradea) - Bistrița-Năsăud (Bistrița) - Botoșani (Botoșani) - Brașov (Brașov) - Brăila (Brăila) - Buzău (Buzău) - Caraș-Severin (Reșița) - Călăraşi (Călăraşi) - Cluj (Cluj-Napoca) - Constanța (Constanța) - Covasna (Sfântu Gheorghe) - Dâmbovița (Târgoviște) - Dolj (Craiova) - Galați (Galați) - Giurgiu (Giurgiu) - Gorj (Târgu Jiu) - Harghita (Miercurea-Ciuc) | - Hunedoara (Deva) - Ialomița (Slobozia) - Iași (Iași) - Ilfov (Buftea) - Maramureș (Baia Mare) - Mehedinți (Drobeta-Turnu Severin) - Mureș (Târgu-Mureș) - Neamţ (Piatra Neamţ) - Olt (Slatina) - Prahova (Ploiești) - Satu Mare (Satu Mare) - Sălaj (Zalău) - Sibiu (Sibiu) - Suceava (Suceava) - Teleorman (Alexandria) - Timiş (Timişoara) - Tulcea (Tulcea) - Vaslui (Vaslui) - Vâlcea (Râmnicu Vâlcea) - Vrancea (Focşani) |

## Geografi og klima
Med et areal på 238.391 km² er Rumænien det største land i Sydøsteuropa og det tolvtestørste i Europa. Landet ligger mellem breddegraderne 43° og 49° N, og længdegraderne 20° og 30° E. Terrænet består nogenlunde ligeligt af bjerge, bakker og sletter.
Karpaterne dominerer det centrale Rumænien, hvor 14 bjergkæder er over 2000 m og det højeste punkt, Moldoveanu, er 2544 m. De er omgivet af det moldaviske og transsylvanske Plateau samt Pannonien og den valakiske slette.
47 % af landets landareal er dækket af naturlige og seminaturlige økosystemer. Næsten 10.000 km² (omkring 5 % af landets samlede areal) er beskyttede områder, heriblandt 13 nationalparker og tre biosfærereservater.
Floden Donau udgør en stor del af grænsen til Serbien og Bulgarien og flyder ud i Sortehavet ved Donaudeltaet, der er det næststørste og bedst-bevarede floddelta i Europa, samt et biosfærereservat og en biodiversitets-verdensarv. Med sine 5800 km², er Donaudeltaet det største sammenhængende marskland i Europa, og er hjem til 1.688 forskellige plantearter.
Rumænien har et af de største arealer af uforstyrret skov i Europa (næsten 27% af landets territorium). Der er blevet identificeret 3.700 plantearter i landet, hvoraf 23 Pr.  2009 er blevet erklæret naturmonumenter, 74 manglende, 39 truede, 171 sårbare og 1.253 sjældne.
Landets dyreliv består Pr.  2009 af 33.792 forskellige dyrearter, heraf 33.085 hvirvelløse dyr og 707 hvirveldyr, sidstnævnte bestående af blandt andet næsten 400 unikke pattedyr, fugle, reptiler og padder, heriblandt omkring 50% af Europas (minus Rusland) bestand af brune bjørne  og 20% af ulvebestanden.

### Klima
På grund af landets afstand til åbent hav og dets placering på den sydøstlige del af det europæiske kontinent, har Rumænien et klima, der er tempereret og kontinentalt, med fire tydeligt adskilte årstider. Den årlige gennemsnitstemperatur ligger på 11 °C i syd og 8 °C i nord. Om sommeren stiger den gennemsnitlige maksimumtemperatur i Bukarest til 28 °C, og i landets lavtliggende områder er det normalt at se temperaturer på over 35 °C. Om vinteren ligger den gennemsnitlige maksimumtemperatur på under 2 °C. Landet oplever gennemsnitligt nedbør, og kun de højeste vestlige bjerge oplever over 750 mm, mens der omkring Bukarest falder omkring 600 mm.
Rumænien har visse regionale klimaforskelle: i de vestlige dele (såsom Banat) er klimaet mildere og har en vis påvirkning fra Middelhavet; mens den østlige del af landet har et mere udpræget fastlandsklima. I Dobruja påvirker Sortehavet også regionens klima.
| Sted        | Juli (°C) | Januar (°C) |
| ----------- | --------- | ----------- |
| Bukarest    | 28,8/15,6 | 1,5/−5,5    |
| Cluj-Napoca | 24,5/12,7 | 0,3/−6,5    |
| Timișoara   | 27,8/14,6 | 2,3/−4,8    |
| Iași        | 26,8/15   | −0,1/−6,9   |
| Constanța   | 25,9/18   | 3,7/−2,3    |
| Craiova     | 28,5/15,7 | 1,5/−5,6    |
| Brașov      | 24,2/11,4 | −0,1/−9,3   |
| Galați      | 27,9/16,2 | 1,1/–5,3    |

## Demografi
Rumænien er Pr.  2011 hjem for 20.121.641 indbyggere. Ligesom andre lande i regionen forventes befolkningstallet at falde gradvist i de kommende år som følge af nedadgående fertilitetsrate og negative migrationstal. I oktober 2011 udgjorde rumænere 88,9 % af befolkningen. De største etniske minoriteter er ungarere, der udgør 6,5 % af befolkningen, og Romaer, 3,3 % af befolkningen. Ungarere udgør en majoritet i Harghita og Covasna. Blandt andre minoriteter er ukrainere, tyskere, tyrkere, lippovanere, arumænere, tatarer og serbere. I 1930 levede der 745.421 tyskere i Rumænien, men der er kun omkring 36.000 tilbage i dag. Pr.  2009 levede der omkring 133.000 indvandrere i Rumænien, hovedsageligt fra Moldova og Kina.
I 23 år fra og med 1967 til og med 1989 var bruttofertiliteten over 2 per kvinde som følge af et forbud mod svangerskabsforebyggende midler. Rumæniens fertilitetsrate var i 2015 vurderet til 1,33 barn født pr. kvinde, hvilket er under bruttokompensationsgraden på 2,1 og et af verdens laveste. I 2014 blev 31,2% af alle børn født af ugifte kvinder.
Fødselsraten (9,49 ‰, 2012) er lavere end dødsraten (11.84 ‰, 2012), hvilket resulterer i en mindskende (−0,26 % pr. år, 2012) og aldrende befolkning (medianalder: 39,1, 2012), hvor omkring 14,9 % af befolkningen er 65 år eller ældre. Den forventede levealder var Pr.  2015 74,92 år (71,46 år for mænd, 78,59 år for kvinder).
Antallet af rumænere og individer i udlandet med forfædre født i Rumænien vurderes til at ligge på omkring 12 millioner. Efter den rumænske revolution 1989 emigrerede et stort antal rumænere til andre europæiske lande, Nordamerika og Australien.[kilde mangler]

### Sprog
Rumæniens officielle sprog er rumænsk, et Balkanromansk sprog, der minder om aromansk, Megleno-rumænsk og Istro-rumænsk, men med mange karakteristika fra andre romanske sprog såsom italiensk, fransk, spansk og portugisisk. Rumænsk tales som modersmål af 85% af befolkningen, mens ungarsk og Vlax Romani tales som modersmål af hhv. 6,2 % og 1,2 % af befolkningen. Der bor 25.000 tysktalende og 32.000 tyrkisktalende mennesker i Rumænien, såvel som næsten 50.000 ukrainsk-talende, der er koncentreret i nogle kompakte regioner nær grænsen, hvor de er en majoritet. I henhold til forfatningen skal lokalrådene sikre lingvistiske rettigheder for alle minoriteter, og i samfund hvor en etnisk minoritet udgør mere end 20% af befolkningen skal den pågældende minoritets sprog kunne anvendes i offentlig administration, retssystem og uddannelse. Udlændinge og statsløse personer, der bor i Rumænien, har adgang til retssystemet og uddannelse på deres egne sprog. Engelsk og fransk er de to primære fremmedsprog, der undervises i skolerne. Pr.  2010 har Organisation internationale de la Francophonie identificeret 4.756.100 fransk-talende personer i landet. Pr.  2012 tales engelsk, Ifølge et Eurobarometer, af 31 % af rumænerne, fransk af 17 % og italiensk af 7 %.

### Religion
| Religion i Rumænien (folketælling 2011) | Religion i Rumænien (folketælling 2011) | Religion i Rumænien (folketælling 2011) | Religion i Rumænien (folketælling 2011) | Religion i Rumænien (folketælling 2011) |
| --------------------------------------- | --------------------------------------- | --------------------------------------- | --------------------------------------- | --------------------------------------- |
| Religion                                |                                         |                                         | Procentdel                              |                                         |
| Østligt-ortodokse                       | Østligt-ortodokse                       |                                         | 81.0%                                   | 81.0%                                   |
| Protestanter                            | Protestanter                            |                                         | 4.8%                                    | 4.8%                                    |
| Romersk-katolikker                      | Romersk-katolikker                      |                                         | 4.3%                                    | 4.3%                                    |
| Reformerte                              | Reformerte                              |                                         | 3.0%                                    | 3.0%                                    |
| Pinsebevægelsen                         | Pinsebevægelsen                         |                                         | 1.8%                                    | 1.8%                                    |
| Græsk-katolikker                        | Græsk-katolikker                        |                                         | 0.7%                                    | 0.7%                                    |
| Baptister                               | Baptister                               |                                         | 0.6%                                    | 0.6%                                    |
| Adventister                             | Adventister                             |                                         | 0.4%                                    | 0.4%                                    |
| Andre                                   | Andre                                   |                                         | 1.8%                                    | 1.8%                                    |
| Ikke-religiøse                          | Ikke-religiøse                          |                                         | 0.2%                                    | 0.2%                                    |
| Ingen data                              | Ingen data                              |                                         | 6.2%                                    | 6.2%                                    |

Rumænien er en sekulær stat og har ingen statsreligion. En overvældende majoritet af befolkningen identificerer sig som kristne. Pr.  2011 identificerede 81,0 % af de adspurgte sig som ortodokse kristne tilhørende den rumænsk-ortodokse kirke. Blandt andre trossamfund er protestantisme (4,8 %), romersk-katolicisme (4,3 %) og græsk-katolicisme (0,8 %). Ud af den resterende befolkning tilhører 195.569 personer andre kristne trossamfund eller har en anden religion, heriblandt 64.337 muslimer (hovedsageligt af tyrkisk og Tatar afstamning) og 3.519 jøder. 39.660 personer har ingen religion eller er erklærede ateister, mens restens religion er ukendt.
Den rumænsk-ortodokse kirke er en autokefal østlig-ortodoks kirke i fuldt fællesskab med andre ortodokse kirker og med Alle Rumæneres Patriark som sin leder. Det er den næststørste ortodokse kirke i verden, og fungerer, i modsætning til andre ortodokse kirker, indenfor en Latinsk kultur og anvender romansk liturgisk sprog. Dens kanoniske jurisdiktion dækker territorierne Rumænien og Moldova, med bispedømmer for rumænere der bor i de nærliggende Serbien og Ungarn, såvel som med fællesskaber i Central- og Vesteuropa, Nordamerika og Oceanien.

### Uddannelse
Siden den rumænske revolution i 1989 har det rumænske uddannelsessystem været i konstant reform, og genstand for blandet kritik. I 2004 var omkring 4,4 millioner rumænere indskrevet på en skole. Ud af disse var 650.000 i børnehave (3–6 år), 3,11 millioner i grundskole og gymnasie, og 650.000 på højere niveau (universiteter). Samme år var læsefærdighedsraten blandt voksne målt til 97,3 % (45. plads på verdensplan), mens den samlede brutto optagelse i skoler, gymnasier og lignende uddannelsesinstitutioner var 75 % (52. plads på verdensplan). Børnehave er valgfrit for 3- til 6-årige. Siden 2012 har skolegang startet i 6-års-alderen med det "forberedende skoleår" (clasa pregătitoare) og er obligatorisk frem til 10. klasse. Skolegangen er opdelt i 12 eller 13 klasser. Der findes også et semi-lovligt privat tutorsystem, oftest i gymnasiet, som opblomstrede under kommunistregimet.
Højere uddannelser følger EHEA. PISA-rapporten i 2012 placerede Rumænien på en 45. plads ud af 65 deltagende lande, omend Rumænien ofte vinder medaljer i matematik-konkurrencer. Alexandru Ioan Cuza University i Iași, Babeș-Bolyai University i Cluj-Napoca, Bukarest Universitet og West University i Timișoara har alle været inkluderet i QS World University Rankings' top 800.

## Økonomi
I 2022 havde Rumænien en BNP (PPP) på omkring $737 milliarder og et BNP per capita (PPP) på $38,721. Ifølge Eurostat var Rumæniens BNP per capita (PPS) i 2022 på 77% af EU-gennemsnittet, hvilket var en stigning fra 44% i 2007 (året for EU's indtrædelse i EU), og gjorde Rumænien til en af EU's hurtigst voksende økonomier.
Efter 1989 oplevede landet et årti med økonomisk ustabilitet ansporet af en forældet industriel base og mangel på strukturreformer. Fra 2000 og frem blev den rumænske økonomi dog omdannet til en relativ makroøkonomisk stabilitet, karakteriseret ved høj vækst, lav arbejdsløshed og dalende inflation. I 2006 var væksten i BNP ifølge Det rumænske statistikkontor i reelle tal målt til 7,7 %, hvilket var en af Europas højeste rater. En recession i kølvandet på Finanskrisen i 2008-2009 tvang dog regeringen til at låne penge eksternt, heriblandt en redningspakke fra IMF på 20 milliarder Euro. Pr.  2014 har BNP vokset med over 2 % hvert år siden da. Ifølge IMF voksede Rumæniens BNP per capita købekraftsparitet fra $14.875 i 2007 til $28.206 i 2018. Landet har dog stadig en af EU's laveste gennemsnitslønninger, der Pr.  2012 lå på €540, og en inflation der Pr.  2013 var på 3,7 %. Arbejdsløsheden i Rumænien var i 2012 på 7 %, hvilket er meget lavt sammenlignet med andre EU-lande.
Industriel outputvækst nåede 6,5 % år-på-år i februar 2013, hvilket var det højeste i EU-27. Blandt landets største lokale virksomheder er Automobile Dacia, Petrom, Rompetrol, Ford Romania, Electrica, Romgaz, RCS & RDS og Banca Transilvania. Eksporten er vokset betragteligt, og oplevede en årlig vækst på 13% i 2010. Rumæniens primære eksportsektorer er biler, software, tøj og tekstiler, industrimaskineri, elektrisk og elektronisk udstyr, metalindustriprodukter, råmaterialer, militærudstyr, lægemidler, finkemikalier og landbrugsprodukter såsom frugter, grøntsager og blomster. Handelen er hovedsageligt centreret omkring EU's andre medlemsstater, hvor Tyskland og Italien er landets største handelspartnere. Saldoen blev i 2012 vurderet til at være på −4.52 % af BNP.
Efter en række privatiseringer i slutningen af 1990'erne og i 2000'erne, er der relativt lidt statslig indblanding i den rumænske økonomi i forhold til i andre europæiske økonomier. I 2005 udskiftede regeringen Rumæniens progressive skattesystem med en flad indkomstskat på 16 % for både personer og virksomheder, hvilket er blandt EU's mindste. Økonomien er hovedsageligt baseret på servicesektoren, der står for 51 % af BNP, omend industri og landbrug også er store bidragsydere, og udgør hhv. 36 % og 13 % af BNP. Herudover arbejdede 30 % af den rumænske befolkning i 2006 indenfor landbrug og primærproduktion, hvilket er en af Europas højeste rater.
Siden 2000 har Rumænien tiltrukket sig et stigende antal investeringer fra udlandet, og er blevet den største enkeltstående investeringsdestination i Sydøst- og Centraleuropa. Direkte udenlandske investeringer blev i 2006 anslået til at ligge på €8,3  milliarder. Ifølge en rapport udgivet af Verdensbanken i 2011 er Rumænien på en 72. plads ud af 175 økonomier hvad angår muligheder for at drive forretning, og ligger dermed under andre lande i regionen såsom Tjekkiet. Herudover vurderede et studie 2006 landet til at være verdens næsthurtigste økonomiske reformator efter Georgien).
Den officielle rumænske valuta har været den rumænske leu ("løve") siden omkring 1870, og efter en møntbetegnelse i 2005 er den vurderet til omkring €0,2–0,3. Efter Rumænien blev indlemmet i EU i 2007 forventes landet at gå over til euroen et sted omkring 2020 .
Pr.  2015 lå Rumæniens udlandsgæld på €90,59 milliarder.

### Infrastruktur
Ifølge CIA Factbook blev Rumæniens vejnet i 2009 vurderet til at strække sig 81.713 km (uden storbyområder), hvoraf 66.632 km var asfalteret. Verdensbanken vurderer at landets jernbanenet har 22.298 km spor, hvilket gør det til Europas fjerdestørste jernbanenet. Jernbanetransport dalede dramatisk efter 1989, og blev i 2004 vurderet til at transportere 99 millioner passagerer; Pr.  2013 har det dog oplevet fornyet succes på grund af forbedringer af infrastrukturen og delvis privatisering af linjerne, og står for 45 % af al passager- og fragttransport i landet. Bukarest Metro, landets eneste undergrundsbane, åbnede i 1979 og strækker sig 61,41 km med et gennemsnit på 600.000 passagerer på en arbejdsuge pr.  2007. Pr.  2015 har Rumænien 16 aktive internationale kommercielle lufthavne, hvoraf fem (Henri Coandă International Airport, Aurel Vlaicu International Airport, Timișoara International Airport, Constanta International Airport og Sibiu International Airport) er i stand til at håndtere wide-body fly. Pr.  2015 fløj mere end 9,2 millioner passagerer igennem Bukarests Henri Coandă International Airport.
Rumænien er en nettoeksportør af elektrisk energi, og er pr.  2014 på en international 46. plads i forhold til forbrug af elektrisk energi. Omkring en tredjedel af den producerede energi kommer fra vedvarende energikilder, hovedsageligt i form af vandkraft. I 2010 var landets primære kilder til elektricitet kul (36 %), vandkraft (33 %), atomkraft (19 %) og kulbrinter (11 %). Landet har en af de største raffineringskapaciteter i Østeuropa, omend olie- og naturgasproduktionen er faldet igennem mere end et årti. Rumænien har en af Europas største reserver af råolie og skifergas, er blandt de mest energiuafhængige lande i EU og planlægger pr.  2014 at udvide sit atomkraftværk i Cernavodă.
I juni 2014 havde Rumænien næsten 18,3 millioner forbindelser til internettet. Ifølge Bloomberg lå Rumænien i 2013 på en 5. plads på verdensplan og en andenplads i Europa hvad angår internethastighed, med Timișoara blandt verdens hurtigste.

### Turisme
Turisme er en betragtelig del af den rumænske økonomi, og genererer omkring 5 % af BNP. Ifølge World Travel and Tourism Council vurderes Rumænien til at være den fjerdehurtigst voksende rejse- og turistdestination i verden, med en vurderet potentiel vækst på 8 % årligt fra 2007 til 2016. Antallet af turister er vokset støt, og nåede 3,5 millioner i den første halvdel af 2014.  Turismen i Rumænien tiltrak investeringer for €400 millioner i 2005.
Mere end 60 % af udenlandske besøgende i 2007 var fra andre EU-lande. De populære sommerattraktioner i Mamaia og andre feriesteder ved Sortehavet tiltrak 1,3 millioner turister i 2009. De mest populære skiferiesteder ligger langs Valea Prahovei og i Poiana Brașov. Transsylvaniens slotte i byer såsom Sibiu, Brașov og Sighișoara tiltrak også et stort antal turister. Bran Slot, nær Brașov, er en af Rumæniens mest kendte turistattraktioner, som tiltrækker hundreder af tusinder af turister hvert år, der kommer for at se det, der reklameres for som værende "Draculas Slot".
Landboturisme, der fokuserer på folklore og traditioner, er blevet et vigtigt alternativ, og anvendes til at reklamere for steder såsom Bran og dets Draculas Slot, Nord-Moldaviens malede kirker og trækirkerne i Maramureș. Blandt andre attraktioner er Donaudeltaet og Constantin Brâncușis skulpturelle ensemble ved Târgu Jiu.
I 2014 havde Rumænien 32.500 virksomheder, der var aktive i hotel- og restaurantbranchen, med en samlet omsætning på 2,6 milliarder Euro.

### Videnskab og teknologi
Historisk set har rumænske forskere og opfindere bidraget til flere store videnskabelige felter. Traian Vuia opfandt det første fly, der kunne lette ved sin egen kraft og Aurel Vlaicu byggede og fløj nogle af de tidligste vellykkede fly, mens Henri Coandă opdagede Coandă-effekten indenfor fluidik. Victor Babeș opdagede mere end 50 typer bakterier; biologen Nicolae Paulescu opdagede insulin, mens Emil Palade modtog Nobelprisen for sine bidrag til cellebiologien. Lazăr Edeleanu var den første kemiker til at syntetisere amfetamin og opfandt herudover proceduren til separering af værdifulde jordoliekomponenter  med selektive opløsningsmidler, mens Costin Nenițescu udviklede flere nye klasser af forbindelser indenfor organisk kemi. Blandt kendte rumænske matematikere er Spiru Haret, Grigore Moisil og Ștefan Odobleja; andre kendte fysikere og opfindere er Șerban Țițeica, Alexandru Proca og Ștefan Procopiu.
I løbet af 1990'erne og 2000'erne blev den rumænske forskningssektor hindret af flere faktorer, heriblandt korruption, lav finansiering og et stort problem med brain drain. Siden Rumæniens indtræden i EU er dette dog begyndt at ændre sig. Efter finansieringen af forskning og udvikling i 2009 blev halveret på grund af den globale recession, blev udgifter til forskning og udvikling øget med 44 % i 2010 og ligger Pr.  2011 på $0,5 milliard (1,5 milliarder lei). I januar 2011 vedtog parlamentet herudover en lov, der gennemtvinger "en striks kvalitetskontrol af universiteter og introducerer skrappe regler for finansieringsevaluering og peer review". Landet er en del af flere store internationale organisationer såsom CERN og det Europæiske Rumagentur. Samlet set er situationen blevet beskrevet som værende i "hastig forbedring", omend fra et lavt udgangspunkt.
Pr.  2011 er planen at EU's Extreme Light Infrastructure (ELI) laser-atomfysikfacilitet skal bygges i Rumænien. I starten af 2012 opsendte Rumænien sin første satellit fra Centre Spatial Guyanais i Fransk Guyana. Pr. december 2014 er Rumænien en medejer af den Internationale Rumstation.

## Kultur

### Kunst og monumenter
Rumænernes oprindelse begyndte at blive aktivt diskuteret omkring slutningen af det 18. århundrede blandt lærde af den Transsylvanske Skole.
Flere anerkendte forfattere voksede frem i det 19. århundrede, heriblandt George Coșbuc, Ioan Slavici, Mihail Kogălniceanu, Vasile Alecsandri, Nicolae Bălcescu, Ion Luca Caragiale, Ion Creangă og Mihai Eminescu, sidstnævnte betragtes som den største og mest indflydelsesrige rumænske digter, særligt for digtet Luceafărul. I det 20. århundrede oplevede rumænske kunstnere international anerkendelse, heriblandt Tristan Tzara, Marcel Janco, Mircea Eliade, Nicolae Grigorescu, Marin Preda, Liviu Rebreanu, Eugène Ionesco, Emil Cioran og Constantin Brâncuși. Den rumænskfødte Holocaust-overlever Elie Wiesel modtog Nobels fredspris i 1986, mens forfatteren Herta Müller modtog Nobelprisen i litteratur i 2009.
Blandt kendte rumænske malere er Nicolae Grigorescu, Ștefan Luchian, Ion Andreescu Nicolae Tonitza og Theodor Aman. Blandt kendte rumænske klassiske komponister fra det 19. og 20. århundrede er Ciprian Porumbescu, Anton Pann, Eduard Caudella, Mihail Jora, Dinu Lipatti og særligt George Enescu. Den årlige George Enescu Festival afholdes i Bukarest som hyldest til sidstnævnte. Den finder sted i Rumænsk athenæum.
Nutidige musikere såsom Angela Gheorghiu, Gheorghe Zamfir, Inna, Alexandra Stan og mange andre har modtaget international anerkendelse. Ved Eurovision Song Contest nåede Rumænien tredjeplads i 2005 og 2010.
Blandt Rumæniens kendte dirigenter kan nævnes Alfonso Castaldi, Sergiu Celibidache, George Draga, Ion Dumitrescu og George Georgescu.
Indenfor filmindustrien er flere film i den Rumænske New Wave blevet internationalt kendt. Ved Cannes Film Festival vandt 4 Months, 3 Weeks and 2 Days af Cristian Mungiu Palme d'Or i 2007. Ved Berlin International Film Festival vandt Child's Pose af Călin Peter Netzer Guldbjørnen i 2013.
UNESCOs Verdensarvsliste inkluderer seks kulturelle steder i Rumænien, heriblandt de otte malede kirker i Nord-Moldavien, trækirkerne i Maramureș, syv landsbyer med befæstede kirker i Transsylvanien, Horezu-klosteret og det Historiske Center i Sighișoara.
 Byen Sibiu, med sit Brukenthal Nationalmuseum, blev i 2007 valgt som Europæisk Kulturhovedstad. Der findes flere slotte i Rumænien, heriblandt de populære turistattraktioner Peleș Slot, Corvin Slot, og "Draculas Slot".

### Mærkedage
Dragobete er en traditionel rumænsk mærkedag, der fejres den 24. februar.

## Fodnoter
1. ↑  "am scris aceste sfente cărți de învățături, să fie popilor rumânesti ... să înțeleagă toți oamenii cine-s rumâni creștini" "Întrebare creștinească" (1559), Bibliografia românească veche, IV, 1944, p. 6. 
"... că văzum cum toate limbile au și înfluresc întru cuvintele slăvite a lui Dumnezeu numai noi românii pre limbă nu avem. Pentru aceia cu mare muncă scoasem de limba jidovească si grecească si srâbească pre limba românească 5 cărți ale lui Moisi prorocul si patru cărți și le dăruim voo frați rumâni și le-au scris în cheltuială multă ... și le-au dăruit voo fraților români, ... și le-au scris voo fraților români" Palia de la Orăștie (1581–1582), București, 1968. 
În Țara Ardealului nu lăcuiesc numai unguri, ce și sași peste seamă de mulți și români peste tot locul ..., Grigore Ureche, Letopisețul Țării Moldovei, p. 133–134.
2. ↑  I sit velkendte litterære testamente skriver Ienăchiță Văcărescu: "Urmașilor mei Văcărești!/Las vouă moștenire:/Creșterea limbei românești/Ș-a patriei cinstire." 
I "Istoria faptelor lui Mavroghene-Vodă și a răzmeriței din timpul lui pe la 1790" skriver Pitar Hristache: "Încep după-a mea ideie/Cu vreo câteva condeie/Povestea mavroghenească/Dela Țara Românească.
3. ↑  Folketællingsdata fra 2002, baseret på befolkning efter etnicitet, gav samlet set 535.250 romaer i Rumænien. Mange etniciteter opføres ikke, da de ikke har ID-kort. Internationale kilder angiver højere tal end den officielle folketælling (f.eks., UNDP's europæiske regionalkontor Arkiveret 1. november 2013 hos  Wayback Machine, World Bank, "International Association for Official Statistics" (PDF). Arkiveret fra originalen (PDF) 2008-02-26. Hentet 2017-01-30.

### Primærkilder
- The Ancient History of Herodotus (oversat til engelsk af William Beloe) (1859). Derby & Jackson.
- Eutropius, Abridgment of Roman History (oversat til engelsk af John Selby Watson) (1886). George Bell and Sons.

### Sekundærkilder
- Hitchins, Keith (2014). A Concise History of Romania. Cambridge University Press. ISBN 978-0-521-87238-6.
- Pohl, Walter (2013). "National origin narratives in the Austro-Hungarian Monarchy".  I Geary, Patrick J.; Klaniczay, Gábor (red.). Manufacturing Middle Ages: Entangled History of Medievalism in Nineteenth-Century Europe. BRILL. s. 13-50. ISBN 978-90-04-24487-0.

46°N 25°Ø / 46°N 25°Ø